# Джозеф Ал-Ахмад
Джозеф Ал-Ахмад е актьор и режисьор от български, сирийски и нубийски произход, и е по-малкият внук на покойната българска поетеса Ваня Петкова.

## Биография
Джозеф Ал-Ахмад е роден на 4 май в София, България. Син е на българската журналистка от судански произход – Оля Ал-Ахмед, и на доктор на науките от Сирия.
През 2015 г. завършва изобразително изкуство и рекламна графика в Националната гимназията по приложни изкуства „Св. Лука“ в София, а през 2020 г. получава бакалавърска и магистърска степен по специалност Kинорежисура от Института по кинематография „Герасимов“ (ВГИК) в Москва, където получава обучението си и по актьорско майсторство.
През 2021 г. учи актьорско майсторство в работилницата на Антъни Майндъл в Лос Анджелис, САЩ, където живее.
Известен с ролята си на Басам в египетско-унгарския телевизионен сериал „Над облаците“ (2018), с американски филми като „Коледна история по коледа“ (2022) и „Мъж без минало“ (2024), както и с късометражния си филм „Мотиви“ получил редица международни награди, включително за „Най-добър късометражен филм“ от Los Angeles Film Awards.